# Billings (Oklahoma)
Billings és un poble dels Estats Units a l'estat d'Oklahoma. Segons el cens del 2000 tenia 436 habitants.

## Demografia
Segons el cens del 2000, Billings tenia 436 habitants, 176 habitatges, i 123 famílies. La densitat de població era de 267,2 habitants per km².
Dels 176 habitatges en un 28,4% hi vivien nens de menys de 18 anys, en un 50,6% hi vivien parelles casades, en un 13,1% dones solteres, i en un 30,1% no eren unitats familiars. En el 26,7% dels habitatges hi vivien persones soles l'11,4% de les quals corresponia a persones de 65 anys o més que vivien soles. El nombre mitjà de persones vivint en cada habitatge era de 2,48 i el nombre mitjà de persones que vivien en cada família era de 2,99.
Per edats la població es repartia de la següent manera: un 28,9% tenia menys de 18 anys, un 6,2% entre 18 i 24, un 27,3% entre 25 i 44, un 24,1% de 45 a 60 i un 13,5% 65 anys o més.
L'edat mediana era de 35 anys. Per cada 100 dones de 18 o més anys hi havia 87,9 homes.
La renda mediana per habitatge era de 35.481 $ i la renda mediana per família de 40.375 $. Els homes tenien una renda mediana de 26.250 $ mentre que les dones 17.750 $. La renda per capita de la població era de 12.671 $. Entorn del 9,6% de les famílies i el 10,6% de la població estaven per davall del llindar de pobresa.

## Poblacions més properes
El següent diagrama mostra les poblacions més properes.